# Schoeller Holdings
Die Schoeller Holdings Ltd. ist eine Holdinggesellschaft mit Sitz in Limassol, die mit ihren Tochterunternehmen vorwiegend in den Bereichen Schifffahrt und Hotelwesen tätig ist.

## Geschichte
Im Jahr 1978 gründete der zur Unternehmerfamilie Schoeller gehörende Heinrich Schoeller, der zuvor bei der Hamburger Reederei Christian F. Ahrenkiel gearbeitet hatte, unter der Dachholding Schoeller Holdings Ltd. sein eigenes Schifffahrtsunternehmen Columbia Shipmanagement auf Zypern und begann 1979 mit dem Betrieb der ersten Schiffe. 1981 wurden rund 50 Schiffe und 1986 bereits 100 Einheiten betreut.
In den 1980er Jahren kam als zweites Standbein der Bau und Betrieb von Hotels und Resorts mit der Columbia Hotels & Resorts hinzu. Zwischenzeitlich wurden sieben Häuser betrieben, inzwischen wurden aber mehrere wieder verkauft.
Im Zuge der 2008 einsetzenden Schifffahrtskrise geriet das Unternehmen in finanzielle Schieflage. Um einen Konkurs von Schoeller zu verhindern und zumindest Teile der Schiffskredite zurückgezahlt zu bekommen, erließ die HSH Nordbank der Schoeller Holdings rund 680 Millionen Euro ihrer Schulden. In diesem Zusammenhang wurde 2017 ein Zusammenschluss der Columbia Shipmanagement mit dem 1982 von Hermann Eden in Limassol gegründeten Bemannungsunternehmen Marlow Navigation begonnen, der zunächst nur unzureichend umgesetzt werden konnte.

## Geschäftsbereiche und Gliederung
Die Geschäftsbereiche sind in der Schoeller-Gruppe wie folgt aufgeteilt:
- Schoeller Holdings hält das Eigentum über die konzerneigene Flotte von 78 eigenen Schiffen (Mai 2019).[6]
- Columbia Shipmanagement in Limassol ist eines der größten Schiffsmanagementunternehmen der Welt. CSM führt das technische und kommerzielle Management von über 300 Fracht- und Passagierschiffen durch.
- CSM Cruise Services in Limassol besetzt Passagierschiffe mit Restaurant- und Hotelpersonal.
- Bengal Tiger Line in Singapur betreibt Linienschifffahrt in Asien. (2018 verkauft)[7]
- Austral Asia Line in Singapur betreibt Linienschifffahrt in Asien.
- New Pacific Shipping (Newpac) in Singapur betreibt Linienschifffahrt in Asien.
- Hanse Bereederung in Hamburg ist mit der Vercharterung der Trockenfrachtschiffe betraut.
- United Produkt Tankers in Hamburg ist mit der Vercharterung der Produktentanker betraut.
- United Chemical Tankers in Hamburg ist mit der Vercharterung der Chemikalientanker betraut.
- Horizon Shipping Agencies in Singapur ist die Schiffsagentur der eigenen und weiterer Linienreedereien.
- First Ship Lease in Singapur ist eine Schiffsfinanzierungsgesellschaft.
- Columbia Hotels & Resorts in Limassol baut und betreibt Hotels in Deutschland und auf Zypern.